# Kościół de São Domingos w Lizbonie
Kościół de São Domingos w Lizbonie – świątynia katolicka zbudowana w XIII wieku, wielokrotnie przebudowywana, odbudowana w stylu barokowym po trzęsieniu ziemi w 1755, celowo poddana jedynie częściowej restauracji po pożarze w 1959, by zachować świadectwo zniszczeń. Pożar w 1959 roku strawił m.in. przechowywaną w kościele chusteczkę Łucji Santos oraz połowę chusty Hiacinty Marto, których jako dzieci używały podczas objawień w Fatimie. 

## Historia
Budowa świątyni została rozpoczęta w 1241 roku. Od tego czasu budowla była wielokrotnie przebudowywana, na skutek czego zatraciła zupełnie swój gotycki rys. W kwietniu 1506 roku w kościele rozpoczął się pogrom żydowskich konwertytów, który wkrótce ogarnął całe miasto i przyniósł kilka tysięcy ofiar.
Kościół przetrwał kilka kataklizmów, w tym trzęsienie ziemi w 1531, oraz największy – kataklizm z 1755 roku. Architektem kierującym odbudową był Carlos Mardel, zaś autorem fasady i prezbiterium był Johann Friedrich Ludwig, znany w Portugalii jako João Frederico Ludovice. Kościół był wówczas jednym z głównych przykładów architektury barokowej i wzorcem dla innych wznoszonych i odbudowywanych świątyń.
Największe, widoczne do dziś zniszczenia przyniósł świątyni pożar w 1959, kiedy to od płonących świec zapaliły się drewniane ołtarze. Żywioł strawił wiele dzieł sztuki sakralnej, obrazy, złocone ołtarze i naczynia liturgiczne. Ważną stratą dla wiernych była przechowywana w kościele chusteczka Łucji dos Santos oraz połowa chusty Hiacynty Marto, których jako dzieci używały podczas objawień w Fatimie w 13 maja 1917.
Po odbudowie kościół otwarto dla zwiedzających w 1997 roku. W trakcie prac podjęto jednak decyzję, by nie przywracać pierwotnego kształtu, lecz ukazać ogrom zniszczeń pożaru. Rekonstrukcja całkowita byłaby jednak i tak niezwykle trudna, bowiem część kolumn i elementów konstrukcyjnych jest popękana. Wnętrze zostało jedynie częściowo zrekonstruowane. 
Kościół jest zbudowany na planie krzyża łacińskiego z jedną nawą. Od swoich początków należał do dominikanów. W roku 1994 dominikanie wybudowali nowy klasztor i kościół Igreja do Convento de São Domingos.

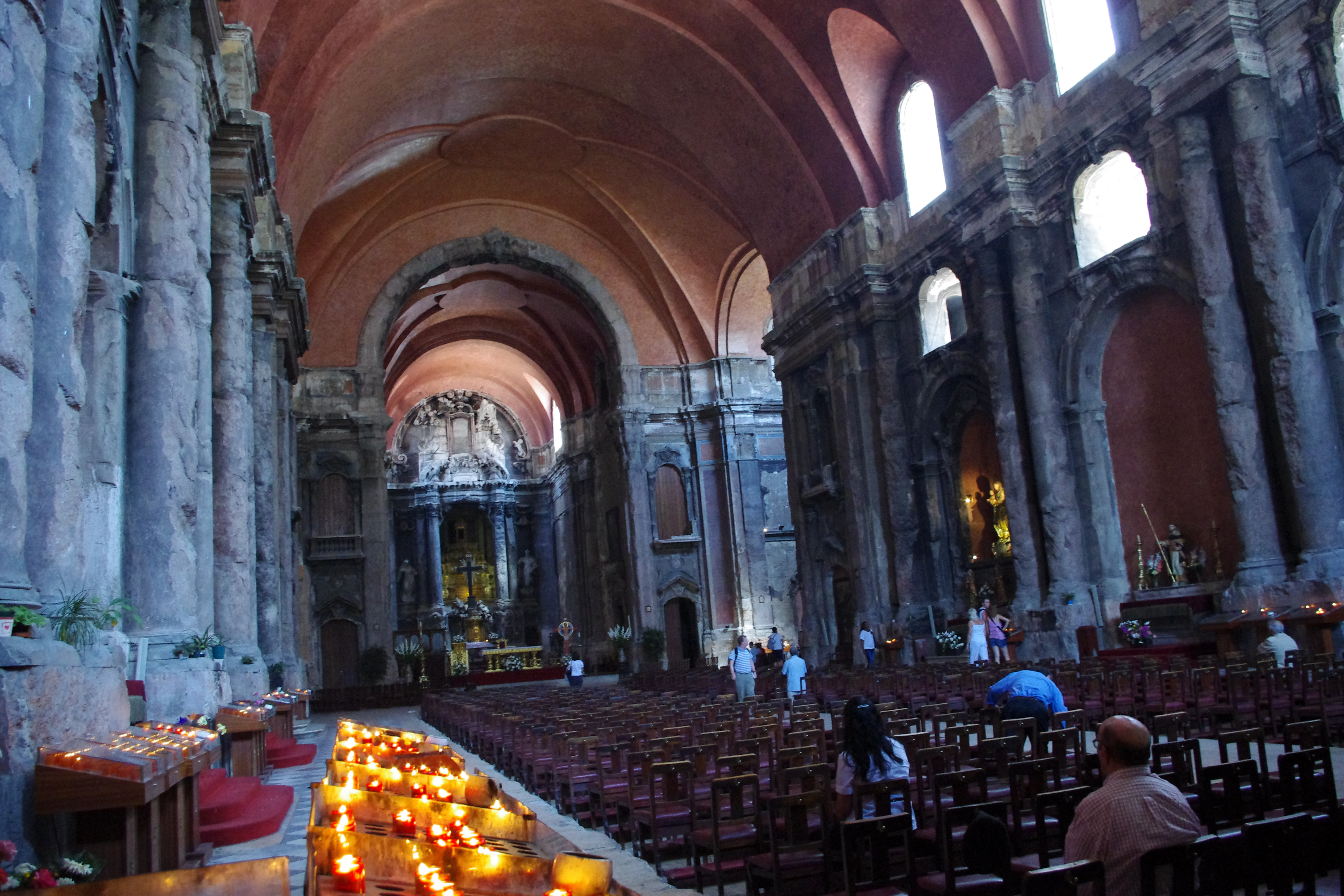
Igreja de Sao Domingos – wnętrze kościoła
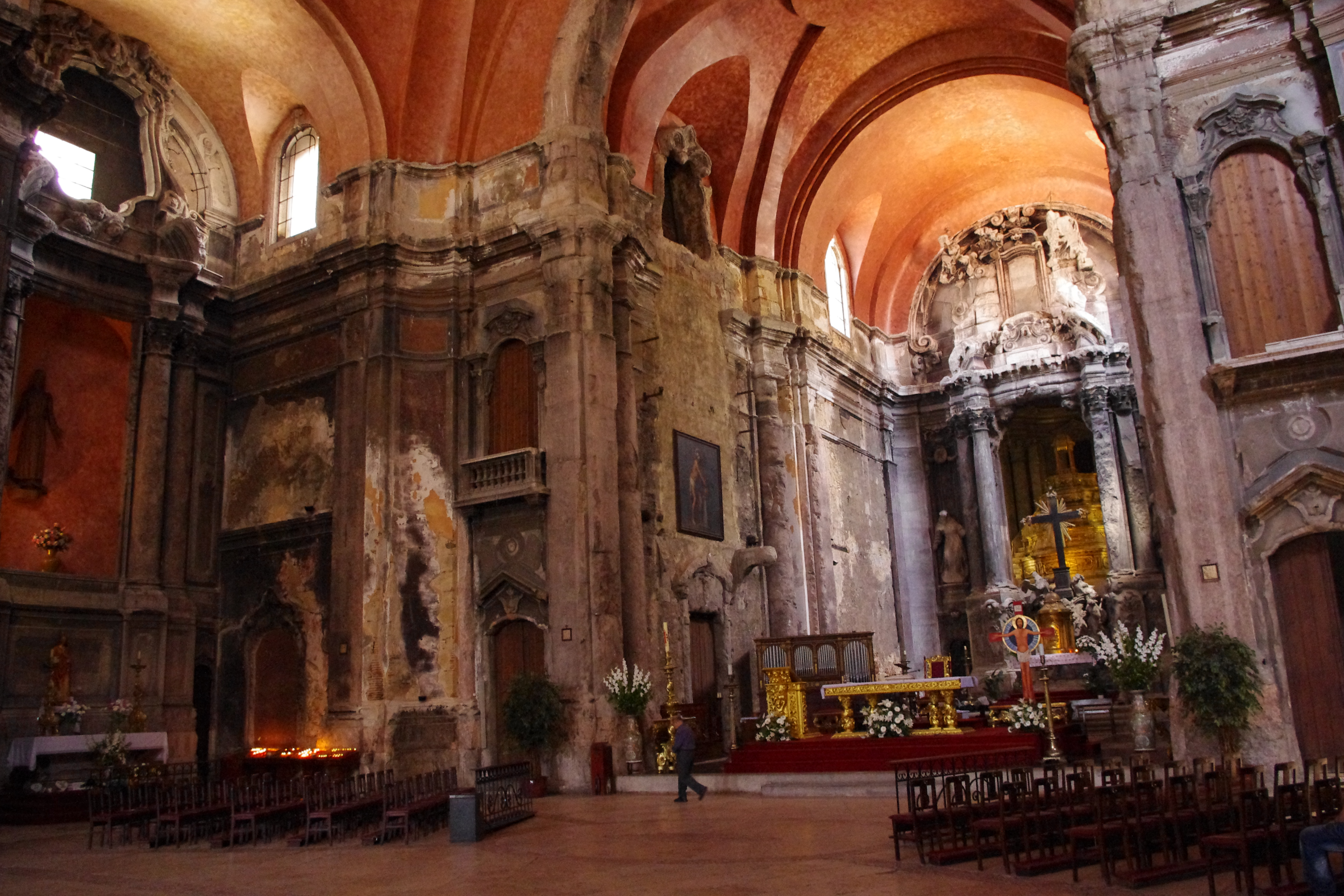
Prezbiterium
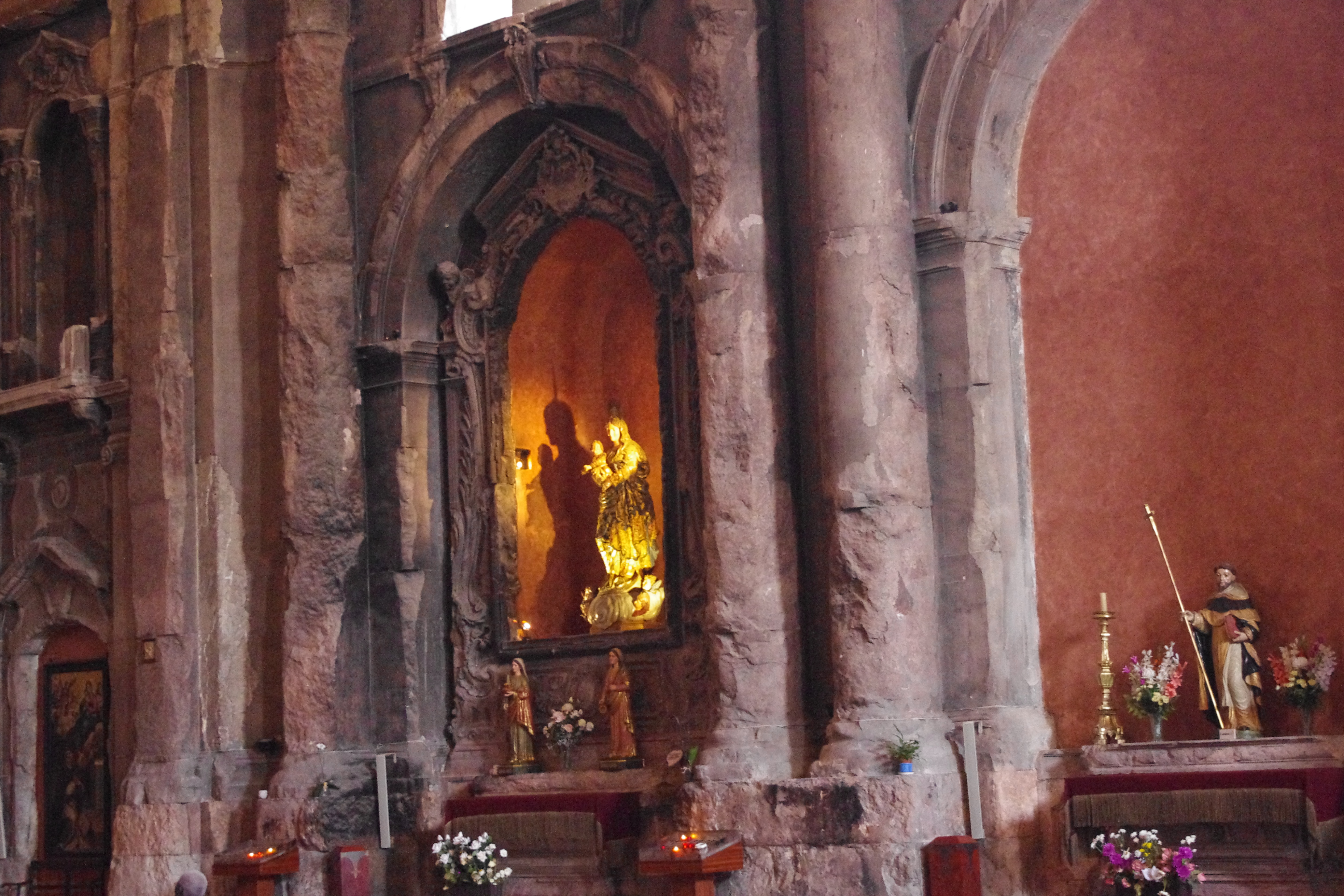
Ołtarz boczny